# Інгульські крутосхили
Інгульські крутосхили — ландшафтний заказник місцевого значення. Об'єкт розташований на території Устинівського району Кіровоградської області, поблизу с. Олександрівка.
Площа — 15 га, статус отриманий у 1999 році.